# Krnica (Luče)
Krnica is een plaats in Slovenië en maakt deel uit van de gemeente Luče in de NUTS-3-regio Savinjska. De plaats telde 238 inwoners op 1 januari 2020.